# Kuszlin
Kuszlin (ukr. Кушлин) – wieś na Ukrainie w rejonie krzemienieckim należącym do obwodu tarnopolskiego.